# Serial

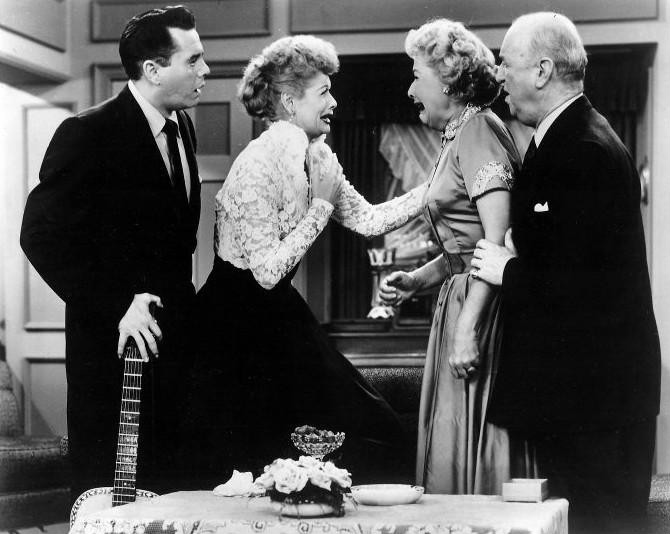
Kadr z serialu Kocham Lucy

Serial (ang. serial = seryjny) – seryjna publikacja (np. komiks w odcinkach), program telewizyjny, audycja radiowa (np. słuchowisko). Istotą serialu jest udostępnianie go odbiorcom w odcinkach, w regularnych odstępach czasu. Ważna jest również określona struktura narracyjna oraz utrzymanie całości w konkretnym stylu. To określenie najczęściej odnosi się do seriali telewizyjnych.

## Terminy związane z serialami
- Antologia – rodzaj serialu, którego głównym założeniem są istotne zmiany między odcinkami, jak np. zmiana bohaterów, miejsca lub czasu akcji, które łączy pewien wątek fabularny lub motyw przewodni. Przykładem może tu być serial American Horror Story.
- Cameo – epizodyczny udział popularnej osoby (np. aktora, piosenkarza, reżysera) w serialu lub filmie, który nie ma wpływu na fabułę a jest jedynie ukłonem w stronę fanów.
- Crossover – pojawienie się w serialu bohaterów znanych z innego serialu. Crossovery mogą mieć postać krótkich występów gościnnych, ale czasami wykorzystuje się je jako metodę zakończenia pewnych wątków serialu. Polskim przykładem może być sytuacja, w której bohaterowie serialu Detektywi przekazują sprawę dla bohaterów serialu W11 – Wydział Śledczy, a ta sprawa ma finał w sądzie, w którym sprawę prowadzą bohaterowie serialu Sędzia Anna Maria Wesołowska.
- Pilot – pierwszy odcinek serialu, w którym odbiorcy mogą poznać bohaterów, czas i miejsce akcji oraz zarys fabularny produkcji. Producenci bardzo często wykorzystują odcinki pilotażowe do sprawdzenia oglądalności serialu i na jej podstawie decydują, czy opłaca się zamówić cały sezon.
- Spin-off – serial, który powstał w oparciu o istniejący już serial. Spin-offy najczęściej są wykorzystywane do rozwijania wątków pobocznych lub ukazują losy bohaterów drugoplanowych. Przykładem może być serial Zadzwoń do Saula, który jest spin-offem serialu Breaking Bad.
- Uniwersum – świat wymyślony tylko na potrzeby danego serialu.
- Cliffhanger – zabieg fabularny, polegający na nagłym zawieszeniu akcji w sytuacji pełnej napięcia, w której główni bohaterowie znajdują się w trudnej sytuacji, nawet zagrożenia życia. Formuła ta stosowana jest zwłaszcza w serialach telewizyjnych w ostatnim odcinku na zakończenie serii. Przykładem mogą być zakończenia sezonów serialu Gwiezdne wrota.